# Rochefort-Samson
Rochefort-Samson ist eine französische Gemeinde mit 1061 Einwohnern (Stand 1. Januar 2022) im Norden des Départements Drôme in der Region Auvergne-Rhône-Alpes.
Der Ort liegt im Osten der fruchtbaren Ebene im Mündungsgebiet der Isère in die Rhone. Östlich grenzt die Gemeinde an das Vercors-Gebirge. Rochefort-Samson ist ca. elf Kilometer südöstlich von Bourg-de-Péage und rund 20 km östlich von Valence entfernt (Angaben in Luftlinie). Den höchsten Punkt des 24,59 km² großen Gemeindegebietes bildet der 1330 m hohe Rocher des Deux-Sœurs. Die beiden Bäche Combe d’Oyan und Fleurs entspringen im zum Gemeindegebiet von Rochefort-Samson gehörenden Teil des Vercors-Gebirges.

## Bevölkerungsentwicklung
| Jahr                       | 1962 | 1968 | 1975 | 1982 | 1990 | 1999 | 2007 | 2016 |
| Einwohner                  | 499  | 455  | 432  | 539  | 744  | 762  | 930  | 1000 |
| Quellen: Cassini und INSEE |      |      |      |      |      |      |      |      |

## Sehenswürdigkeiten
- Burgruine von Chapons
- Pfarrkirche aus dem 19. Jahrhundert
- Kirche im Dorfteil Saint-Mamans